# Shane Lyons
Shane Edward Lyons, född 18 februari 1988 i Colorado Springs i Colorado, är en amerikansk skådespelare och kock. Han är mest känd för sin medverkan i serien All that 2002-2004. Han har även varit med i programmet Food Network Star.